# ميناكو كوتوبوكي
ميناكو كوتوبوكي (寿美菜子 كوتوبوكي ميناكو) هي مؤدية أصوات يابانية ولدت في 17 سبتمبر 1991 في كوبي، هيوغو.

## أدوارها في الأنمي

### مسلسلات أنمي تلفزيونية
- كي-أون! - تسوموغي كوتوبوكي
- كي-أون!! - تسوموغي كوتوبوكي
- تايغر آند باني - كارينا لايل/بلو روز
- غيلتي كراون - كانون كوساما
- إندكس معينة خاصة بالسحر II - ميتسوكو كونغو
- رايلغان معينة خاصة بالعلم - ميتسوكو كونغو
- رايلغان معينة خاصة بالعلم S - ميتسوكو كونغو
- أوكامي-سان و رفاقها السبعة - تشوتارو نيزومي
- روكيوبو! - ناتسوهي تاكيناكا
- القناة A - يوكو
- الإبن المتجول - كوباياشي
- زعيم الشر في المقعد الأخير - آرنول
- أن-غو - سايو إيزاوا
- ميداكا بوكس - نيكومي نابيشيما
- ميداكا بوكس أبنورمال - نيكومي نابيشيما
- هيوكا - هينمي
- فالفريف الثوري - تاكاهي نينوميا
- آيكاتسو! - ميزوكي كانزاكي
- صوت! يوفونيوم - أسوكا تاناكا
- صوت! يوفونيوم 2 - أسوكا تاناكا
- بانتشلاين - إيتو هيكيوتاني
- خليلة (مؤقتة) - سايا كاغورازاكا
- بوكيمون إكس/واي - إيليز
- طوكيو غول A√ - أوكينا
- كونكريت ريفولوتيو: فنتازيا الخوارق THE LAST SONG - يوكو واكامورا
- ري:كرياتورز - شونمي شوغاوا
- الخطايا السبع المميتة - فيفيان
- الخطايا السبع المميتة: تلميحات الحرب المقدسة - فيفيان
- الخطايا السبع المميتة: إعادة إحياء الوصايا - فيفيان
- كذبتك في أبريل - إيزومي
- ماجين بون - توموكو ريوجين
- بيرسيرك (2016) - ريكيرت
- في النهاية سأصبح من أنت عليها - توكو نانامي
- السيطرة على العالم: خطة زفيزدا - ميكي شيراساغي
- فيت/أبوكريفا - تول
- كاردفايت!! فانغارد (2018) - أوشيمارو
- أهلا بكم في قاعة الرقص - تشيزورو هونغو

### أنمي الإنترنت
- 7 سيدز - ماريا ميكي

### أفلام أنمي
- سلسلة أفلام توا نو كوؤن
  - توا نو كوؤن: الفصل الأول «البتلة الرغوية» - دلتا
  - توا نو كوؤن: الفصل الثاني «رقصة الفوضى» - دلتا
  - توا نو كوؤن: الفصل الثالث «عقوبة الأوهام» - دلتا
  - توا نو كوؤن: الفصل الرابع «القلق القرمزي» - دلتا
  - توا نو كوؤن: الفصل الخامس «عودة القاهر» - دلتا
  - توا نو كوؤن: الفصل السادس «الأبد الأبدي» - دلتا
- فوسي: يوميات فتاة المسدس - أوياما هاماجي
- سلسلة أفلام بيرسيرك: العصر الذهبي
  - بيرسيرك: العصر الذهبي I بيضة الحاكم - ريكرت
  - بيرسيرك: العصر الذهبي II معركة دولدراي - ريكرت
  - بيرسيرك: العصر الذهبي III النزول - ريكرت
- إندكس معينة خاصة بالسحر: معجزة إنديميون - ميتسوكو كونغو

## أدوارها في ألعاب الفيديو
- فاينل فانتسي XIII - سيرا فارون
- خليلقة (مؤقتة) - سايا كاغورازاكا

## أدوارها في الدبلجة اليابانية
- كيف تروض تنينك - أستريد
- ساكر بنش - بيبي دول
- السنافر: القرية المفقودة - سنفورة عاصفة

## وصلات خارجية
- ميناكو كوتوبوكي على موقع IMDb (الإنجليزية)
- ميناكو كوتوبوكي على موقع ميوزك برينز (الإنجليزية)
- ميناكو كوتوبوكي على موقع ديسكوغز (الإنجليزية)
- ميناكو كوتوبوكي على موقع قاعدة بيانات الفيلم (الإنجليزية)
- ميناكو كوتوبوكي على موقع ANN person (الإنجليزية)